# Андрейс Балодіс
А́ндрейс Ба́лодіс (лат. Andrejs Balodis; *24 березня 1908 — 6 квітня 1987) — латиський поет і перекладач у часи другої радянської окупації. Автор численних поетичних збірок. Також журналіст, перекладач творів українського поета Тараса Шевченка. У міжвоєнний час — член терористичних антиурядових груп лівого спрямування, неодноразово був ув'язнений у Латвії.

## Біографія
Належав до совєтофілів, так що одним із перших став членом партії сталіністів ВКП (б) після першої окупації Латвії 1940 року. А вже 1941 вивезений до міста Кіров в Росію, де працював журналістом та пропагандистом сталінського режиму, писав вірші, стилізовані під народні пісні. 1943 включений до складу Першого латвійського батальйону у складі радянської армії, з яким брав участь в окупації Естонії та інших країн Європи.
Справжня літературна кар'єра почалася після Другої світової війни, коли за ідеологічно витримані вірші він отримав різноманітні комуністичні премії.[які?] З 1947 по 1963 — редактор літературно-художнього журналу «Karogs» («Прапор»).
1961 був мобілізований на роботу над перекладами Тараса Шевченка в рамках 100-ліття з дня смерти поета. У латиській періодичній літературі 1961 надрукував перші переклади віршів Шевченка — «Муза», «Не завидуй багатому» (журнал «Karogs» («Прапор», № 3)) і статтю про українського поета «Життя, що стало безсмертною піснею» (журнал «Zvaigzne» («Зірка», № 5)). Більше до української тематики не повертався.
Окремі твори перекладалися російською мовою.